# VR-Bank Mittelsachsen
Die VR-Bank Mittelsachsen eG ist eine deutsche Genossenschaftsbank mit Sitz in der sächsischen Kreisstadt Freiberg im Landkreis Mittelsachsen.

## Geschichte
Die heutige VR-Bank Mittelsachsen eG ist im Jahr 2010 aus der Fusion der Volksbank-Raiffeisenbank Döbeln eG mit dem Sitz in Döbeln mit der Freiberger Bank eG Volks- und Raiffeisenbank mit dem Sitz in Freiberg hervorgegangen.
Die Freiberger Bank eG Volks- und Raiffeisenbank hatte bereits im Jahr 2000 mit der Raiffeisenbank Freiberg eG mit dem Sitz in Freiberg fusioniert und entstand im Jahr 1993 aus der Fusion der Raiffeisenbank Brand-Erbisdorf eG mit dem Sitz in Brand-Erbisdorf und der Volksbank Freiberg e.G. mit dem Sitz in Freiberg.
Im Jahr 1962 fusionierte der Bank für Handwerk und Gewerbe Frauenstein e.G.m.b.H. mit dem Sitz in Frauenstein bereits mit der damaligen Bank für Handwerk und Gewerbe Freiberg e.G.m.b.H. der sich dann im Jahr 1973 die Genossenschaftsbank für Handwerk und Gewerbe Flöha eGmbH mit dem Sitz in Flöha und die Genossenschaft für Handwerk und Gewerbe Freiberg eGmbH anschloss.
Die Volksbank-Raiffeisenbank Döbeln eG entstand im Jahr 1994 aus der Fusion der Raiffeisenbank Ziegenhain eG mit dem Sitz in Ziegenhain mit der Volksbank-Raiffeisenbank Döbeln-Leisnig e.G. mit dem Sitz in Döbeln. Diese wiederum wurde durch die Fusion der Raiffeisenbank Leisnig-Döbeln eG mit dem Sitz in Leisnig mit Jahr 1992 mit der Volksbank Döbeln e.G. gebildet.

## Rechtsverhältnisse
Die VR-Bank Mittelsachsen eG ist im Genossenschaftsregister beim Amtsgericht Chemnitz unter GnR 100285 eingetragen.

## Organisationsstruktur
Rechtsgrundlagen sind das Genossenschaftsgesetz und die durch die Vertreterversammlung beschlossene Satzung. Organe der Bank sind der Vorstand, der Aufsichtsrat und die Vertreterversammlung.

## Sicherungseinrichtung
Die VR-Bank Mittelsachsen eG ist der amtlich anerkannten Sicherungseinrichtung des Bundesverbandes der Deutschen Volksbanken und Raiffeisenbanken GmbH und der zusätzlichen freiwilligen Sicherungseinrichtung des Bundesverbandes der Deutschen Volksbanken und Raiffeisenbanken e.V. angeschlossen.

## Geschäftsausrichtung
Die VR-Bank Mittelsachsen eG betreibt das Universalbankgeschäft. Im Verbundgeschäft arbeitet sie mit der DZ Bank, R+V Versicherung, Bausparkasse Schwäbisch Hall, Teambank, VR Smart Finanz, DZ Hyp und der Union Investment zusammen.

## Geschäftsgebiet
Das Geschäftsgebiet liegt innerhalb des Landkreises Mittelsachsen sowie im Südwesten des Landkreises Meißen.
An diesen Orten betreibt die Bank Filialen:
- Freiberg (Hauptstelle, jur. Sitz)
- Leisnig (Geschäftsstelle)
- Waldheim (Geschäftsstelle)
- Döbeln (Geschäftsstelle)
- Oederan (Geschäftsstelle)
- Roßwein (Geschäftsstelle)
- Nossen (Geschäftsstelle)
- Brand-Erbisdorf (Geschäftsstelle)
- Lommatzsch (Geschäftsstelle)
- Dittmannsdorf (Geschäftsstelle)
- Mulda/Sa. (Geschäftsstelle)
- Frauenstein (Geschäftsstelle)